# Mar Diemèl
Mar Diemèl, eigenlijk Marinus Cornelis Wilhelmus Diemel, (Utrecht, 1 mei 1903 - Groenekan, 11 december 1983) was een Nederlandse schilder en tekenaar.

## Leven en werk
Diemèl, het accent voerde hij vanaf 1942, was een zoon van Adrianus Wilhelmus Diemel (1870-1930) en Elisabeth Agterberg (1873-1954). Zowel zijn vader als zijn beide grootvaders waren kleermaker en Diemèl werd aanvankelijk ook voor dit vak opgeleid. Vanaf zijn zestiende volgde hij daarnaast tekenlessen bij beeldhouwer en sierkunstenaar Cris Agterberg. In 1921 vertrok hij bij de kleermakerij en ging aan het werk als reclametekenaar en later als boekillustrator onder het pseudoniem Mardi. Hij bekwaamde zichzelf in het schilderen. Vanaf 1928 woonde en werkte hij in Groenekan.
Vanaf 1940 was Diemèl actief binnen het kunstonderwijs in Utrecht. Hij werd docent schilderen bij het Stichts Genootschap Artibus. Na de Tweede Wereldoorlog ontstond hieruit de Vrije Academie Artibus, Diemèl werd de eerste directeur van de kunstacademie en bleef daarnaast les geven. Toen hij in 1969 terugtrad als directeur, werd hij benoemd tot officier in de Orde van Oranje-Nassau. 
Diemèl overleed in 1983, op 80-jarige leeftijd. Hij werd begraven op het roomse deel van begraafplaats Brandenburg in Bilthoven.